# Cratere Wuchowsen
Wuchowsen è un cratere sulla superficie di Bennu.
Il cratere è dedicato all'omonimo uccello mitologico gigante che, nei racconti degli algonchini, genera i venti sbattendo le ali mentre sta appoggiato una roccia al limite del ciello nell'estremo nord.